# Wolseley 21/60
21/60 è un nome associato a due modelli di autovettura di classe superiore prodotti dalla Wolseley dal 1928 e al 1935. Si differenziavano per il motore installato. Il primo montava un propulsore ad otto cilindri, e fu assemblato dal 1928 al 1931, mentre il secondo montava un motore a sei cilindri, e venne prodotto dal 1929 al 1935.

## La versione ad otto cilindri (1928-1931)
Il motore della versione ad otto cilindri era in linea, e venne ottenuto dall'aggiunta di due cilindri al propulsore della 16/45. Era a valvole in testa e la cilindrata ottenuta era di 2.681 cm³. Il modello raggiungeva una velocità massima di 104 km/h. Questa versione è stata disponibile con un solo tipo di carrozzeria, berlina quattro porte.
Il modello fu tolto di produzione nel 1931 senza il lancio di nessuna vettura erede. Questa versione della 21/60 e la  32/80, sono stati gli unici modelli prodotti dalla Wolseley ad avere installato un motore ad otto cilindri. 

## La versione a sei cilindri (1929-1935)
Un anno dopo il lancio della versione con motore ad otto cilindri, venne introdotta un modello con propulsore a sei cilindri. Anche quest'ultimo era in linea, e possedeva una cilindrata di 2.677 cm³. Il modello raggiungeva una velocità massima di 103 km/h.
Questa versione della 21/60 è stata disponibile con due tipi di carrozzeria, berlina quattro porte e coupé due porte.